# Adama Niane (actor)
Adama Niane (París, 23 de agosto de 1966 - 28 de enero de 2023) fue un actor francés.

## Biografía
Nacido en el XVIII Distrito de París el 23 de agosto de 1966, Niane estudió teatro en la Universidad Sorbona Nueva-París 3 y empezó su carrera en la compañía teatral de Philippe Duclos. A finales de la década de 1980, actuó en obras de Alfred de Musset, Pierre de Marivaux, Bernard-Marie Koltès y Jean-Luc Lagarce.
Apareció con frecuencia en papeles recurrentes de televisión en series como Mystères, PJ y Panthers, y ganó notoriedad con su papel de Sébastien Sangha en la serie Plus belle la vie. También realizó algunos papeles en cine, interpretando al asesino en serie Guy Georges en SK1. Apareció en otros filmes como Le Gang des Antillais, de Jean-Claude Barny, y Furie, de Olivier Abbou. En 2021 interpretó el papel de Léonard Koné en el popular seriado Lupin.
Niane falleció el 28 de enero de 2023 a la edad de 56 años.